# Scheich-Mansur-Bataillon
Das Scheich-Mansur-Bataillon (ukrainisch Чеченський миротворчий батальйон імені Шейха Мансура) ist eines von mehreren Freiwilligenbataillonen, die im Russisch-Ukrainischen Krieg seit 2014 für die Ukraine kämpfen.
Benannt nach Scheich Mansur – dem ersten Kaukasus-Imam, tschetschenischen Anführer und Freiheitskämpfer gegen die russische Besatzung im 18. Jahrhundert.

## Geschichte

### Aufstellung
Das Bataillon wurde 2014 von der Organisation „Freier Kaukasus“ in Dänemark gegründet. Die Organisation existiert seit 2006 und besteht aus politischen Emigranten aus Ländern und Regionen im Kaukasus.

## Struktur

### Kommandeure
- Bataillonskommandeur – Muslim Tscheberlojewskyj
- Chef des Stabes – Muslim Ydrisow